# Бернтайленд
Бернта́йленд (англ. Burntisland) — город в Шотландии. Расположен в области Файф на берегу залива Ферт-оф-Форт. Он известен среди местных жителей своим превосходным песчаным пляжем, замком Россенд, а также традиционной летней ярмаркой. 

## История

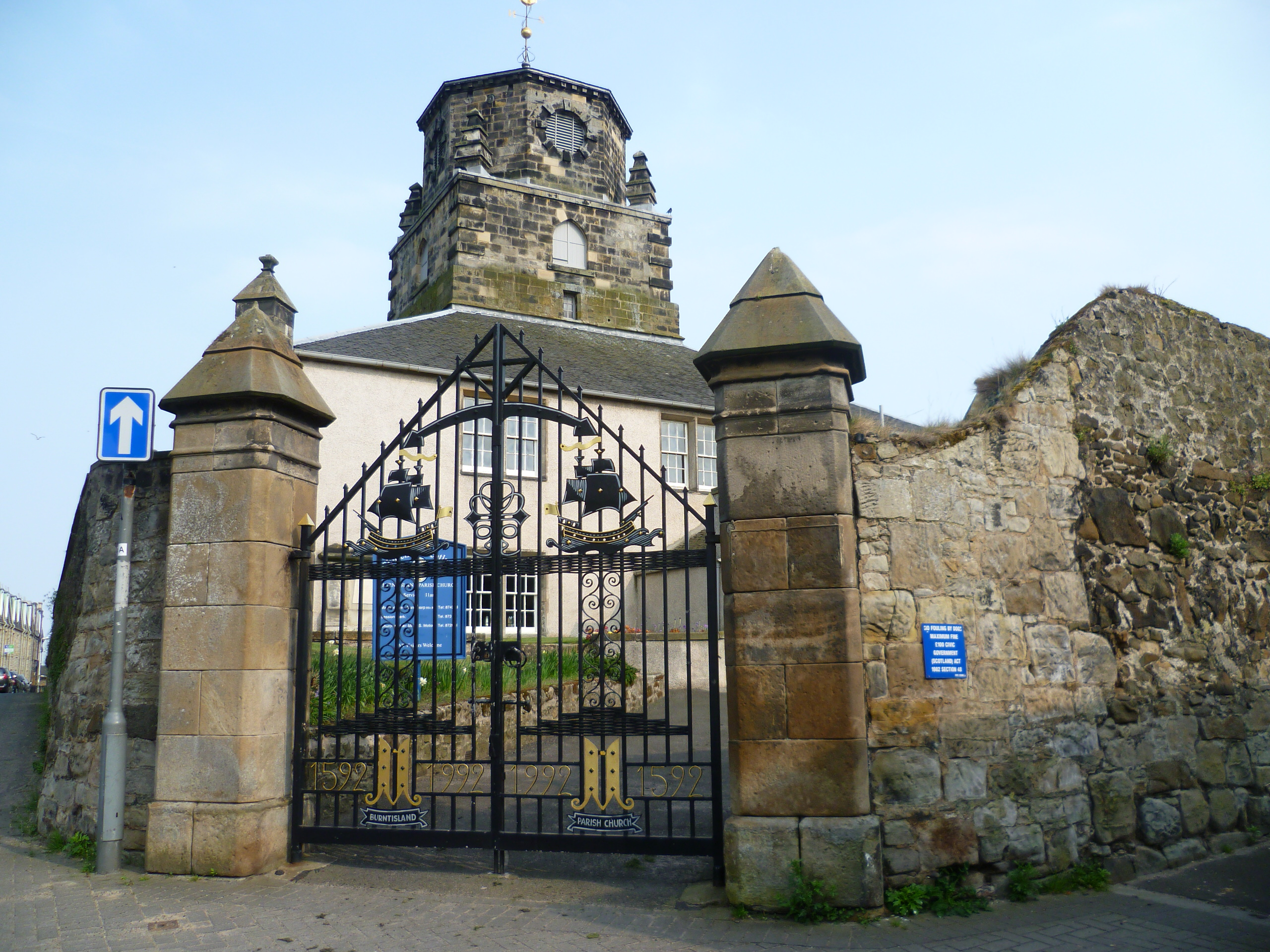
Приход Бернтайленд Кирк.

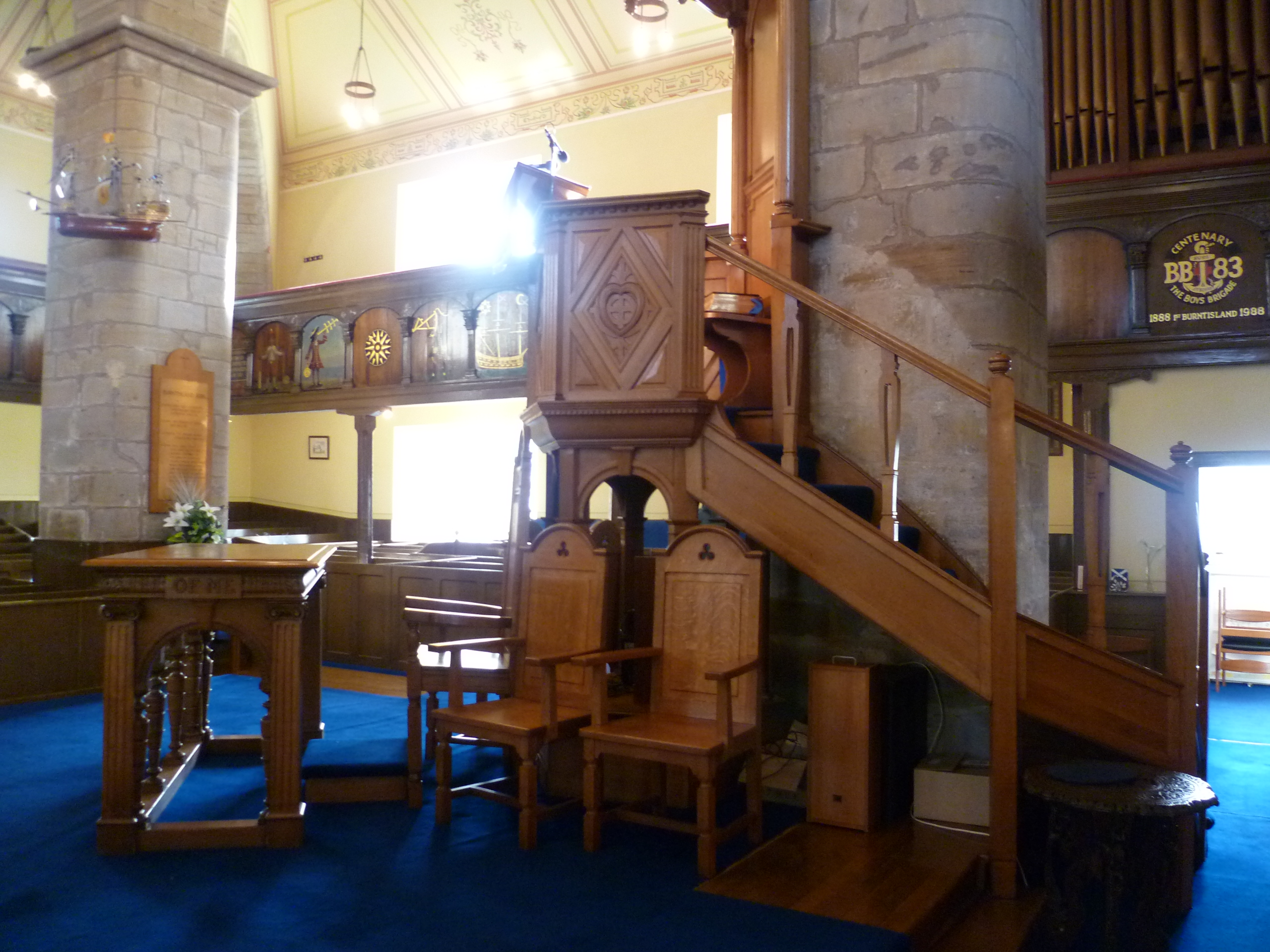
План и дизайн Кирка уникальны в Шотландии.

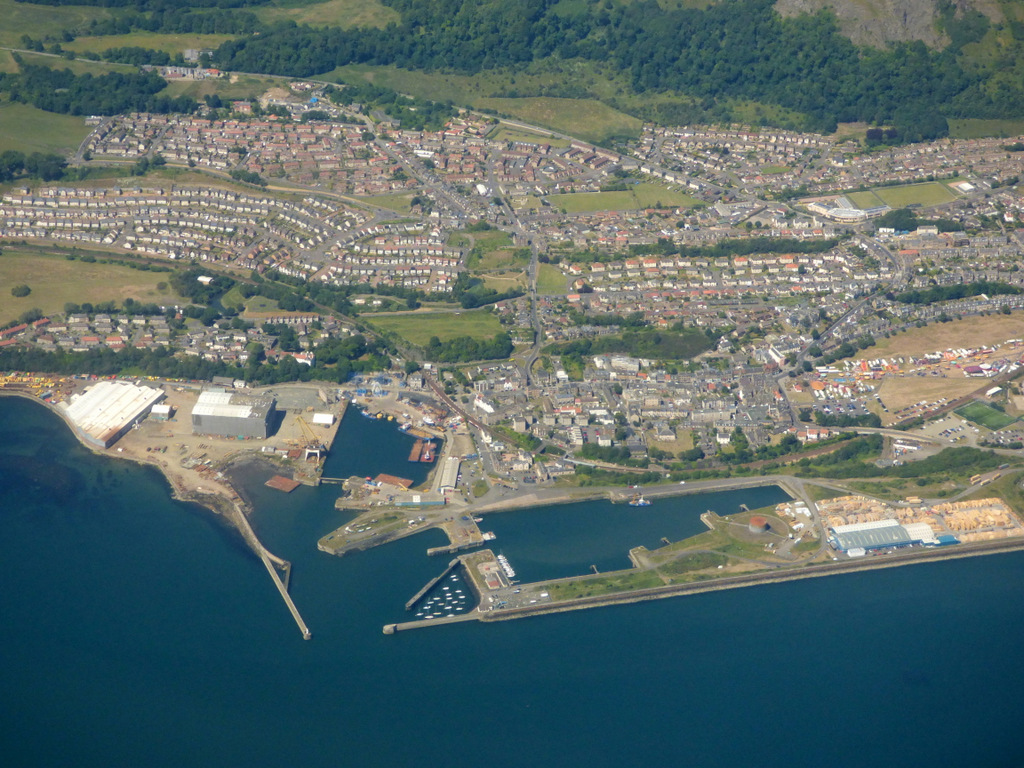
Доки Бернтайленда с высоты птичьего полета.

Самое раннее историческое упоминание о городе относится к 12 веку, когда монахи Данфермлинского аббатства владели гаванью и соседними землями. Поселение было известно как Вестер Кингхорн и развивалось как рыбацкая деревушка, чтобы обеспечить продовольствием жителей замка Россенд. Затем гавань была продана Якову V аббатами Данфермлинского аббатства в обмен на земельный участок. В 1541 году Яков V присвоил этой земле статус королевского города. Когда этот статус был подтвержден в 1586 году, поселение получило независимость от баронства Кингорн и было переименовано в Бернтайленд.
Руины первоначальной приходской церкви, построенной в конце XII века, сохранились на церковном кладбище к северу от старого города. В 1592 году была построена новая приходская церковь Бернтайленда, известная как церковь святого Колумбы. Это была первая приходская церковь, построенная в Шотландии после реформации. Она имеет уникальную форму, квадратная, с центральной башней, поддерживаемой на столбах, и выстроенной по всему периметру галереями, чтобы позволить наибольшему количеству людей услышать слова священника во время службы. В церкви хранится одна из лучших в стране коллекций деревянных изделий и картин XVII - начала XVIII веков. В 1601 году король Яков VI выбрал этот город в качестве альтернативного места для проведения генеральной ассамблеи шотландской церкви. Именно тогда впервые обсуждался новый перевод Библии, проект, который Яков осуществил десятилетием позже.
Этот город был частью земель Данфермлина, принадлежавших Анне Датской.
Бернтайленд развивался как морской порт, уступая в заливе Ферт-оф-Форт только Литу, судостроение было самой важной отраслью промышленности в городе. В 1622 году в гавань вошел протекающий испанский корабль и быстро затонул. Члены экипажа корабля признались, что они китобои и у них есть китобойное снаряжение, но городские приставы не поверили им и посадили в тюрьму, а остальных — под домашний арест по подозрению в пиратстве. Адвокат Томас Гамильтон организовал их освобождение, утверждая, что они не совершили никакого преступления, к тому же в то время с Испанией у них был мир. В 1633 году баржа «Blessing of Burntisland», перевозившая багаж Карла I и его свиты из Бернтайленда в Лит, затонула, потеряв все его сокровища.
Бернтайленд удерживался якобитской армией более двух месяцев во время восстания, известного как «Fifteen». Якобиты совершили набег на порт 2 октября 1715 года, захватив несколько сотен орудий, а затем полностью заняли его 9 октября. Они удерживали его до тех пор, пока он не был вновь отвоеван правительством 19 декабря.
В сентябре 1844 года был достроен новый пирс для связи с новой гаванью в Грантоне, Эдинбург.
Бернтайленд стал важным портом для местной сельди и угольной промышленности, в 1847 году открылась эдинбургская и северная железная дорога. В 1850 году первая в мире железнодорожная паромная переправа пересекла Ферт-оф-Форт между Бернтайлендом и Грантоном, что позволило грузовым вагонам перемещаться между Эдинбургом и Данди без необходимости разгрузки и повторной погрузки на паромы. Так продолжалось до 1890 года, когда открылся четвертый мост. В конце 19-го века этот район пережил кратковременный бум добычи и переработки горючих сланцев на заводе Бинненд.

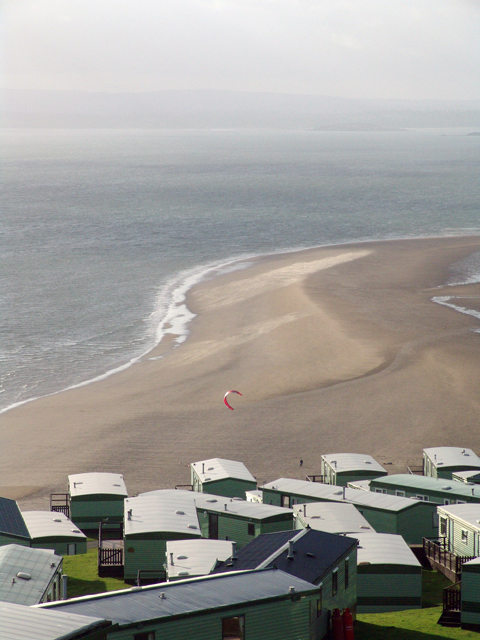
Городской пляж.

В 1918 году была основана судостроительная компания «Burntisland», как аварийная верфь в Первую мировую войну, специализирующаяся на грузовых судах. В 1929 году верфь представила пароход «Burntisland Economy», который был спроектирован так, чтобы максимально экономить топливо. Популярность этой конструкции помогла компании пережить Великую депрессию. Во время Второй мировой войны верфь продолжала концентрироваться на торговых судах, но также построила три фрегата: HMS Loch Killin (K391), HMS Loch Fyne (K429) и HMS Loch Glendhu (K619). К 1961 году верфь насчитывала 1000 рабочих, но в 1968 году компания столкнулась с финансовыми трудностями. Верфь закрылась в 1969 году и была продана Роббу Каледону из Лита.

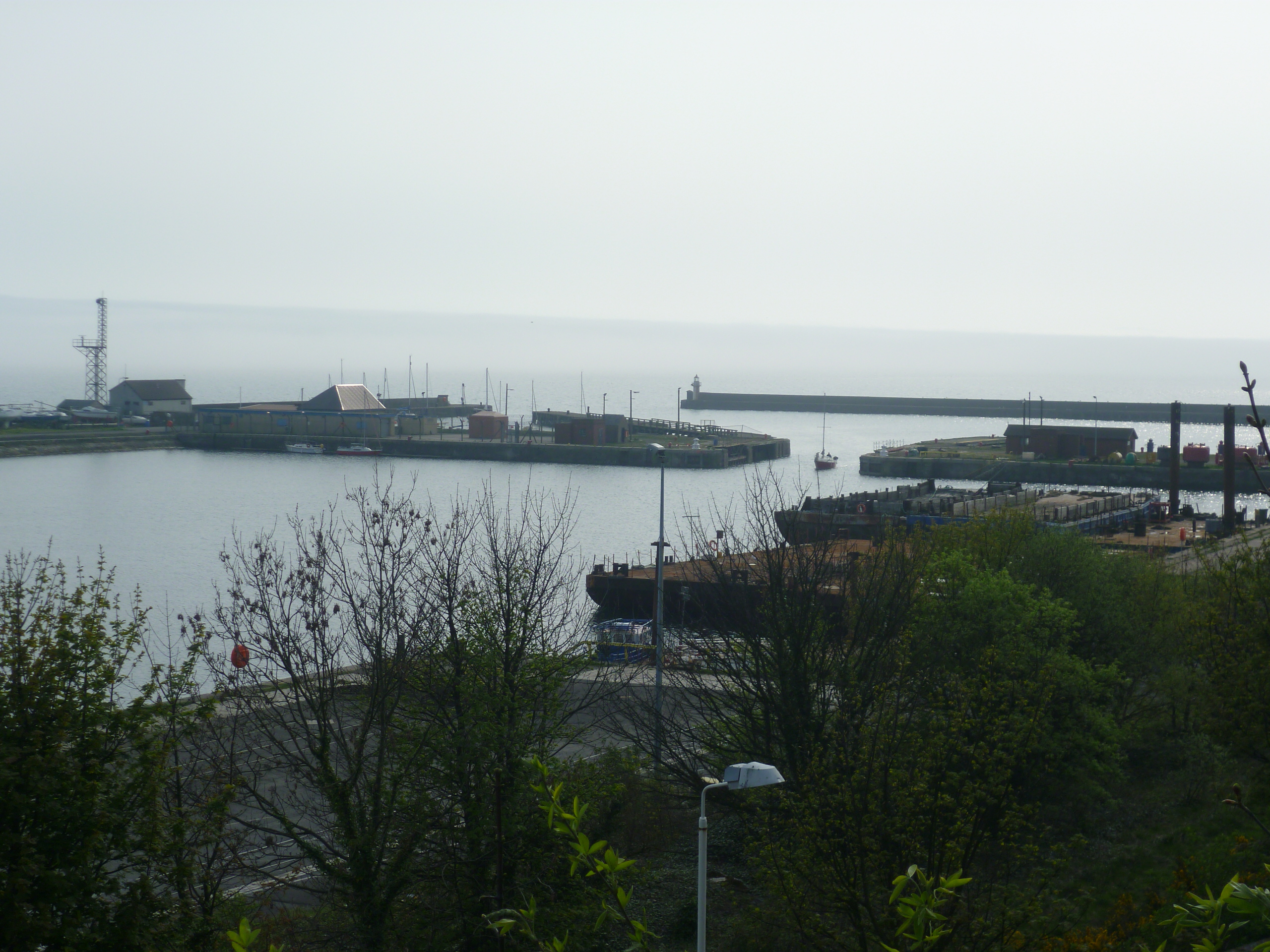
Доки Бернтайленда, 2011 год.

Робб Каледон в конце концов получил заказы на строительство модулей для североморской нефтяной и газовой промышленности и сформировал свою дочернюю компанию «Burntisland Engineering Fabricators» (BEF) для управления. К концу 1970-х годов заказы сократились, в 1978 году Робб Каледон был национализирован как британский судостроитель, а в 1979 году компания была закрыта. В 1990 году при новых владельцах «Burntisland West Dock» возобновила добычу крупных морских нефтяных и газовых фабрик.  Промышленность, связанная с нефтью Северного моря, остается важнейшей для города.
Завод по переработке глинозема был открыт компанией «Alcan» в начале 20-го века и закрыт в 2002 году, теперь земля используется для строительства жилья.

## Образование
В настоящее время в городе существует одно учебное заведение — начальная школа Бернтайленда, расположенная в современном здании, которое открылось в августе 2014 года. Школьный список составляет около 690 человек, в том числе 160 воспитанников детских садов. Соседнее здание детского сада через дорогу продолжает работать. На своем прежнем месте, на Фергюсон-Плейс школа впервые открылась в 1876 году, а к 2000 году была разбросана по пяти отдельным зданиям.
Большинство учеников средней школы посещают среднюю школу Балуари в соседнем Керколди. Католические ученики отправляются в начальную школу Сент-Мари или среднюю школу Сент-Эндрюс, также в Керколди.

## Достопримечательности
В летние месяцы в город приезжает ежегодная ярмарка, а также проводятся вторые по старшинству игры горцев в мире, которые проводятся в третий понедельник июля.

## Транспорт
Железнодорожный вокзал Бернтайленда находится на кольцевой линии Файф-Серкл и обеспечивает прямое сообщение с Керколди на севере и Эдинбургом на юге. Однако только южнобережная платформа обеспечивает шаговый свободный доступ.
Бернтайленд обслуживается автобусом-дилижансом № 7, который курсирует между Данфермлином на Западе и Левеном (через Керколди) на востоке. Круговая служба B1 охватывает большинство районов города.

## Города-побратимы
- Флеккефьорд, Норвегия (с 1946 года).[9]

## Известные жители
- Мэри Сомервилль